# 동부고릴라
동부고릴라(Gorilla beringei)는 고릴라속에 속하는 한 종으로, 영장류 중에서 가장 몸집이 크다. 동부고릴라는 여러 아종으로 나뉘는데, 동부저지대고릴라가 16,000 마리로 개체 수가 가장 많다. 산악고릴라는 700 마리밖에 되지 않는다. 학자들은 산악고릴라의 절반을 차지하는 브윈디고릴라 군집을 별도의 아종으로 보기도 한다.

## 아종
- 산악고릴라 (G. b. beringei)
- 동부저지대고릴라 (G. b. graueri)